# Cover 3

Beispiel einer Cover-3-Variante

Cover 3 ist ein Verteidigungsschema im American Football auf Basis der Zonendeckung. Namensgebend ist wie bei den meisten Zonendeckungen im American Football die Anzahl der tiefen Zonen. Bei der Cover 3 wird das tiefe Feld gedrittelt, und jede der drei Zonen von einem Defensespieler verteidigt.

## Prinzip
Cover 3 baut darauf, acht Spieler an der Line of Scrimmage zu haben (Eight in the Box). Dadurch hat jede Gap (Lücke in der Offensive Line) einen direkten Verteidiger und der Lauf kann effektiv gestoppt werden. Gleichzeitig kann sowohl der lange, als auch der kurze Pass durch die Verteidiger gestoppt werden.

## Aufstellung und Aufgaben
Die Cover 3 kann sowohl mit den klassischen 4-3, 3-4, als auch aus Subpackages gespielt werden. Aufgrund der Verbreitung von Spread Offenses wird sie jedoch vor allem im niederen Niveaubereich aus der Nickelformation gespielt. Bei der klassischen Cover 3 gehen zwei Cornerbacks tief und decken die äußeren Zonen, während der Free Safety die tiefe mittlere Zone deckt. Zwei Linebacker decken die kurzen Pässe über die Mitte, während der Strong Safety und ein weiterer Linebacker oder Nickelback die kurzen äußeren Zonen decken. In der Variante Cover 3 Buzz wird die Rolle vom Strong Safety und einem der mittleren Linebacker getauscht. Dies erlaubt es dem Strong Safety eher eine Interception zu erzielen. Bei der Cover 3 Cloud werden die Rollen eines Cornerbacks mit dem Strong Safety getauscht. Die Vier verbliebenen Spieler übernehmen den Pass Rush.
Die Cornerbacks können dabei vor dem Snap bereits sieben bis acht Yards tief stehen (Cover 3 Zone) oder sich einem Receiver gegenüberstellen und erst nach dem Snap in ihre Zone sinken (Cover 3 Press). In der Cover 3 Cloud steht der Cornerback immer an der Line of Scrimmage, da er den Receiver nach innen leiten muss. Es ist dabei jeweils ein Cornerback auf einer Seite des Feldes. Auch gegen Slot Formations bleibt dies beibehalten und der Cornerback ohne gegenübergestellten Wide Receiver bleibt zur Unterstützung der Verteidigung gegen den Lauf auf seiner Seite. Der Slot Receiver wird stattdessen der Strong Safety gegenübergestellt. Der Free Safety steht in der Cover 3 bereits in seiner Zone. Die Aufstellung kann jedoch zur Verschleierung der Taktik auch aus anderen Formationen wie der Cover 2 erfolgen und erst nach dem Snap in die Cover 3 übergegangen werden.

## Offense gegen Cover 3
Da die Cornerbacks relativ schnell in ihre tiefen Zonen zurückfallen, und die Linebacker und der Strong Safety meist weniger schnell sind, kann ein schneller Pass in die kurze, äußere Zone die Cover 3 schlagen. Dies erhöht jedoch auch das Risiko einer Interception, wenn der Pass nicht gut zeitlich abgestimmt ist. Auch durch Zuteilung von tiefen Routen an drei oder vier Receiver kann die Cover 3 geschlagen werden, da sie dadurch ins Eins-gegen-Eins gezwungen wird oder sogar in der Unterzahl ist. Hierbei besteht jedoch das erhöhte Risiko eines Sacks, da der Quarterback lange warten muss, bis sich die Routen entwickelt haben. Auch durch Play Action kann Cover 3 geschlagen werden. Gehen die Linebacker auf den Lauf, öffnet sich der Raum zwischen ihnen und den tiefen Verteidigern. Wie jede Zonenverteidigung kann auch die Cover 3 mit Flood Routes, dass „fluten“ einer Zone mit mehreren Receivern, besiegt werden, da der Verteidiger sich für einen Spieler entscheiden muss.